# Park Narodowy Arikok
Park Narodowy Arikok (papiamento Parke Nacional Arikok) – park narodowy na Arubie.

## Historia
Pomysł utworzenia parku pojawił się w późnych latach sześćdziesiątych. Utworzony został w 2000 roku, a w 2003 powstała fundacja Fundacion Parke Nacional Arikok.

## Geografia
Park położony jest w środkowo-północno-wschodniej części wyspy. Zajmuje powierzchnię 34 km², co stanowi 18% powierzchni Aruby. Przebiegają przez niego drogi: 7, Jamanota i Cana den mondi thing 2.
Park cechuje duża różnorodność geologiczna. W krajobrazie wyróżniają się strome wzgórza wulkaniczne arubańskiej formacji lawowej i wapienne skały utworzone ze skamieniałych koralowców. Trzeci kompleks stanowią dioryty kwarcowe.
Dwoma najwyższymi wzgórzami są Jamanota o wysokości 188 m n.p.m. oraz Arikok o wysokości 176 m n.p.m. Od drugiego z nich pochodzi nazwa parku. Północną granicę parku wyznacza linia brzegowa, poszarpana kilkoma zatokami. Szczególnie godne zobaczenia są te o plażach i wydmach złożonych z białego piasku wapiennego, jak Boca Prins oraz Dos Playa.

## Środowisko naturalne
W parku znaleźć można różne habitaty. Dominującym ekosystemem są kserotermiczne skruby. Po krajobrazie rozsiane są Euphorbia lactea.
Na cześć parku nazwano występującego jedynie na Arubie pająka: Selenops arikok.